# Otto Delitsch

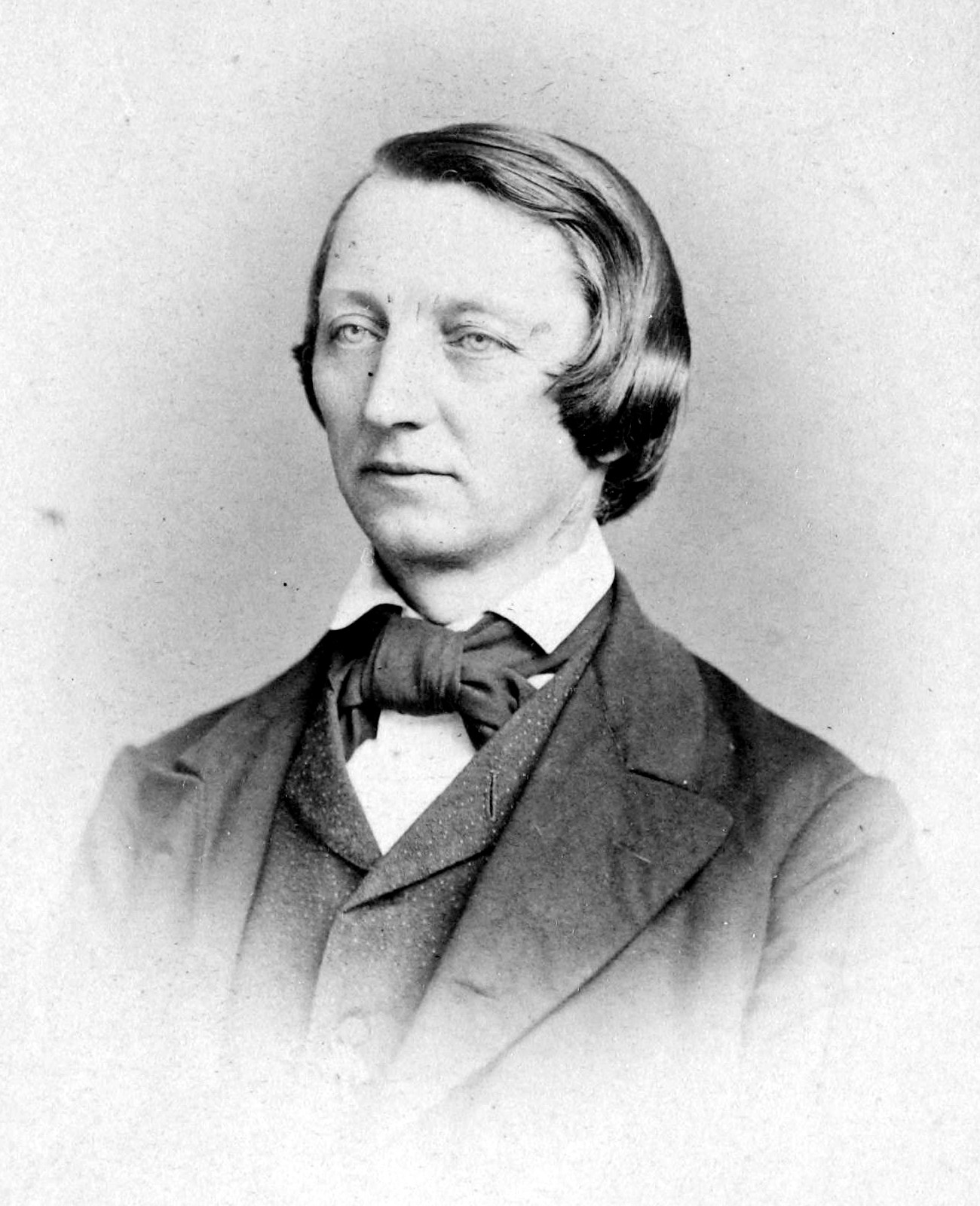
Otto Delitsch

Otto Delitsch (* 5. März 1821 in Bernsdorf, Kreis Zwickau; † 15. September 1882 in Leipzig) war ein deutscher Geographieprofessor und Religionslehrer in Leipzig.

## Leben und Wirken
Der Vater Carl August Delitsch war Pfarrer, die Mutter Louise eine Tochter des Gendarmerie-Kommissars Leopold Gustav von der Mosel (Obermosel).
Otto Delitsch besuchte das Gymnasium in Annaberg und studierte seit 1839 evangelische Theologie an der Universität Leipzig. Ab 1842 arbeitete er als Hauslehrer. Ostern 1850 wurde er als Lehrer für Religion und Realien an der Realschule in Leipzig angestellt.
Otto Delitsch widmete sich bald intensiv geographischen Studien und  fertigte auf Anregung des Direktors Johann Karl Christoph Vogel ab 1855 unvollständige Atlanten und Karten auf Wachstuch und Wachspapier zum Ergänzen durch die Schüler.
1866 habilitierte Otto Delitsch an der Universität Leipzig in Geographie. 1874 wurde er dort zum außerordentlichen Professor ernannt. Er wurde Nachfolger von Oscar Ferdinand Peschel  Sein Nachfolger  wurde dann Ferdinand von Richthofen. 
Otto Delitsch wurde im Ehrengrab der Universität Leipzig in der V. Abteilung des Neuen Johannisfriedhofs beerdigt.

## Ehrungen

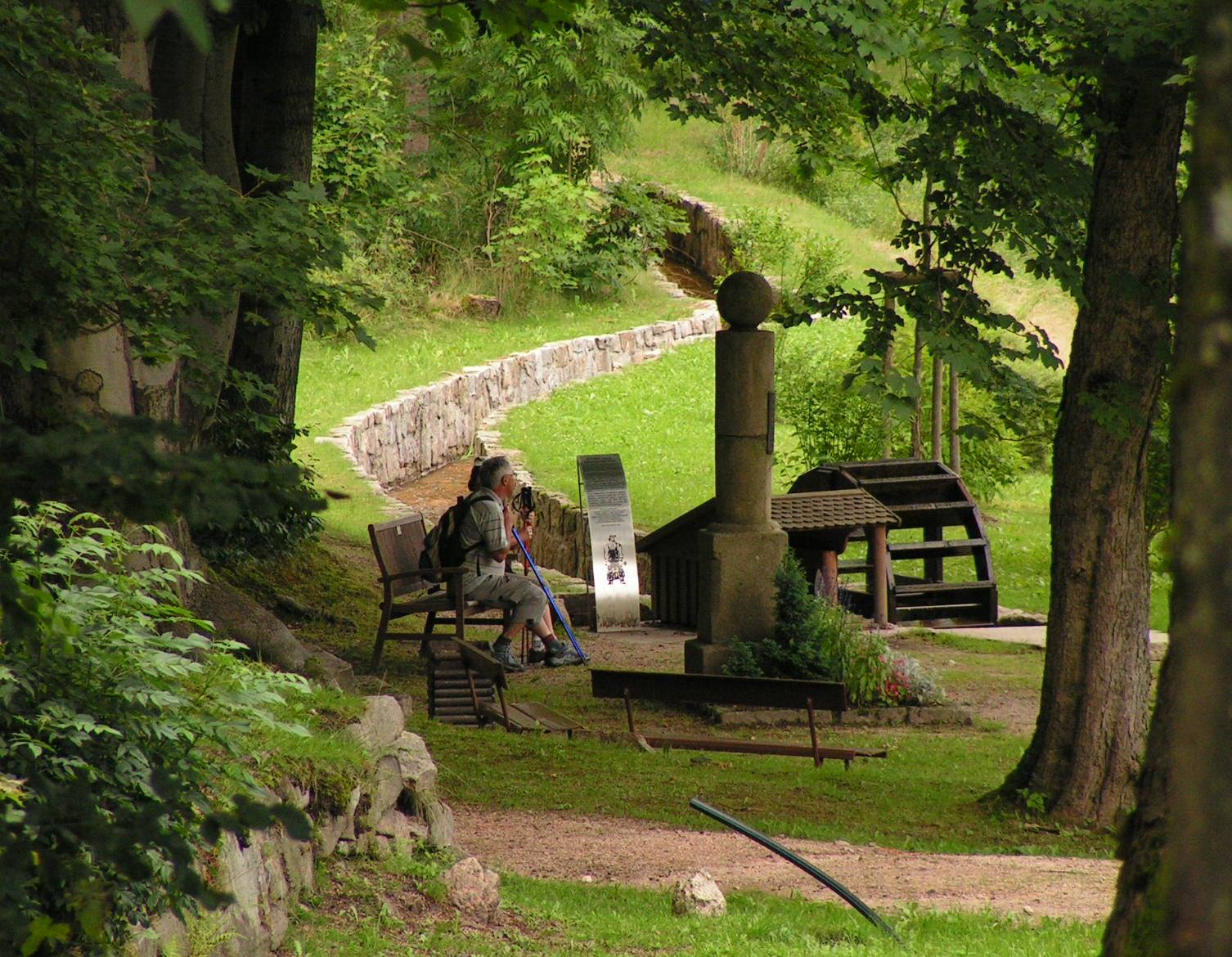
Delitsch-Gedenkstein am Grüner Graben im Park von Wildenthal

Ihm zu Ehren wurde 1907 in Wildenthal im Erzgebirge ein Gedenkstein gegenüber dem ehemaligen Jahre Hotel „Am Auersberg“ (Hotel Drechsler) errichtet. 1860 war er als erster Sommergast dorthin gekommen. Seine Aufsätze über das Erzgebirge haben den weiteren Reise- und Wanderverkehr des Erzgebirges wesentlich gefördert.

## Porträt
- Fotografie von G.[eorg] Brokesch, Leipzig, Kabinettformat (?), rückwärtig datiert 29.8.83, (Bibliothèque nationale de France, bnf)

## Ehe und Familie
Otto Delitsch war mit Agnes (Luise Auguste) Lommatzsch (1827–1892) verheiratet. Kinder waren
- Gottfried Delitsch (1852–1926), Chemiker
- Otto Delitsch (1854–1854)
- Agnes Delitsch (1856–1929)
- Johannes Delitsch (1858–1920),'Lehrer und Schuldirektor
- Martin Delitsch (1861–1867)
- Marie Delitsch (1862–1863)
- Eleonore Delitsch (1864–1937)
- Susanne Delitsch (1867–1946)
- Hermann Delitsch (1869–1937), Professor für Schriftzeichnen in Leipzig

## Wirken

### Schriften (Auswahl)
1869 gründete Delitsch die Zeitschrift Aus allen Weltteilen, die er bis 1878 selbst leitete.
Weitere Veröffentlichungen zu geographischen und religiinsdidaktischen Themen waren
- Zur Geschichte der sächsischen Landkarten (Programm 1858)
- Geographie für Schule und Haus. J. C. Hinrichs’sche Buchhandlung, Leipzig 1866, in der Nachfolge von Christian Gottfried Daniel Stein zusammen mit Karl Theodor Wagner. 27. Auflage des Wagnerschen Werks, 6. Auflage der Neubearbeitung, 1866. (digital.slub-dresden.de).
- Handbuch der Geographie und Statistik. 1871, zusammen mit Hermann Albert Daniel.
- Westindien und die Südpolarländer geographisch und statistisch bearbeitet, Leipzig: Hinrichs, 1871.
- Beiträge zur Methodik des geographischen Unterrichts. 2. Aufl., Leipzig 1878.
- Deutschlands Oberflächenform. Breslau 1880.

 Bibelausgaben
- Illustrirte Pracht-Bibel oder die ganze Heilige Schrift des Alten und Neuen Testaments, nach der deutschen Übersetzung D. Martin Luther’s. Mit zahlreichen Illustrationen und mit erklärenden Anmerkungen von Otto Delitsch. Erster Band: Die geschichtlichen Bücher des Alten Testaments. Zweiter Band. Erste Abtheilung: Die Lehrbücher und die Propheten des Alten Testaments. Zweiter Band. Zweite Abtheilung: Die Apokryphen des Alten Testaments. Dritter Band: Die Bücher des Neuen Testaments. 3 Teile in 1 Band, Verlag der Englischen Kunst-Anstalt von A. H. Payne, Leipzig/Dresden [1862].
- Illustrirte Familien-Bibel nach der deutschen Uebers. Martin Luther’s. Mit erklärenden Anm. von Otto Delitsch. Payne, Reudnitz bei Leipzig [1886].
- Illustrirte Familien-Bibel nach der dt. Uebers. Martin Luther’s. Mit erklärenden Anm. von Otto Delitsch. [Neue, 3. Aufl.] Payne, Reudnitz bei Leipzig [1887–88].

### Zeichnungen
Otto Delitsch zeichnete eine Stadtansicht von Annaberg-Buchholz, die etwa 1850 bei Hanfstaengl in Dresden als Lithographie erschien.